# Georg Brokesch
Georg Conrad Adolph Brokesch (* 24. November 1849 in Hannover; † 29. Januar 1896 in Heidelberg) war ein deutscher Fotograf des 19. Jahrhunderts.

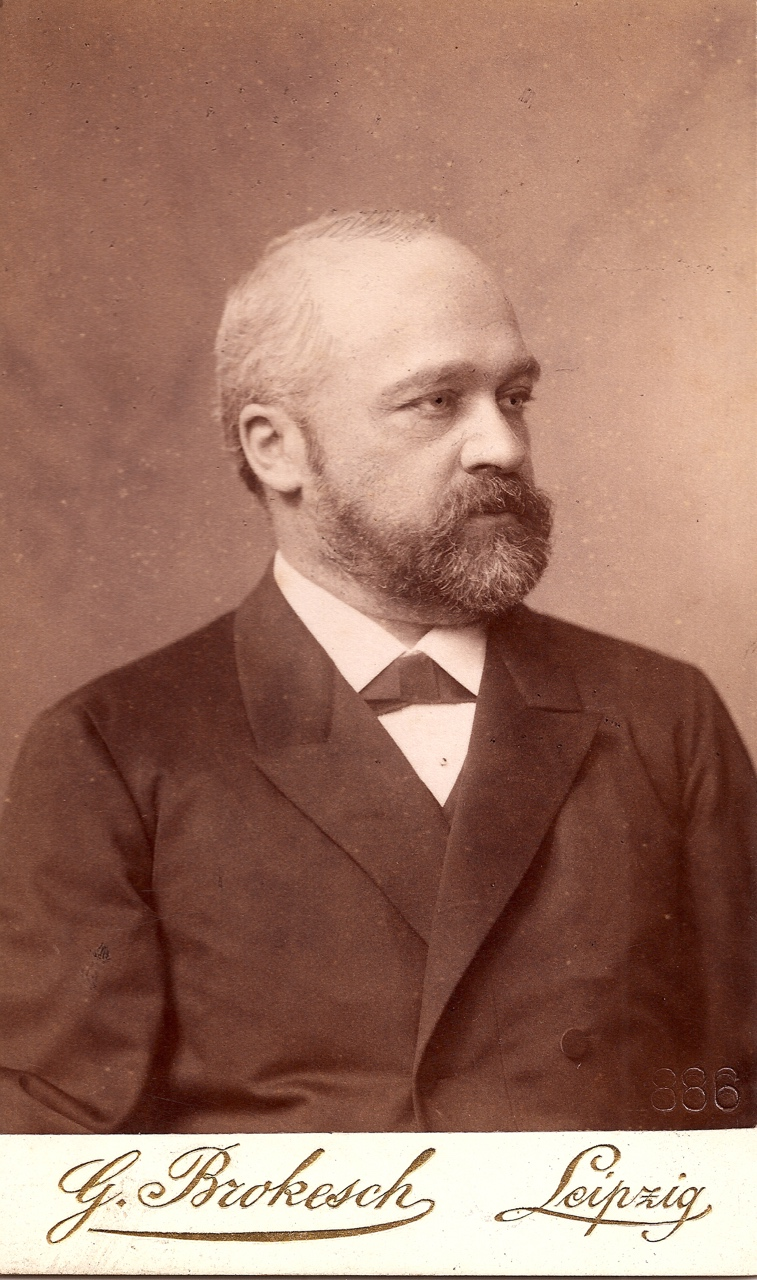
Oskar von Bülow auf einer Fotografie, Atelier Georg Brokesch Leipzig 1886

## Leipziger Zeit
Brokesch lernte seinen Beruf offenbar in seiner Heimatstadt, bevor er nach Leipzig zog. Sein Name ist erstmals im Leipziger Adressbuch von 1871 zu finden. Die angegebene Adresse war mit der des Ateliers des Fotografen Wilhelm Höffert identisch. Von 1872 bis 1875 wurde Brokesch als Geschäftsführer des photografischen Ateliers W. Höffert angezeigt. Obwohl Brokesch in Leipzig tätig war, hat er die Kontakte zu Hannover nicht abgebrochen, denn er heiratete dort 1775. Als Höffert 1876 seine Räumlichkeiten in das Kaufhaus Polich verlegte, bezog Brokesch ein eigenes Atelier im Parterre in der Zeitzer Straße 19C. Im Jahr 1881 lautete die Anschrift dann Zeitzer Straße 48. 1885 wurde die Nummerierung in Zeitzer Straße 2 geändert.
Ab 1892 war der Fotograf Karl Friedrich Wunder aus Hannover mit der Adresse des Ateliers Georg Brokesch angegeben. Im gleichen Jahr ist das Atelier erstmals in der Abteilung Handel eingetragen. Ab 1905 findet sich der Hinweis: Karl Wunder (Hannover) Inhaber. Über die Form der Zusammenarbeit ist nichts bekannt. Ab 1914 wird Wilhelm Weiß als Inhaber des Ateliers Georg Brokesch genannt.
Georg Brokesch starb mit 45 Jahren „nach langem, schweren Leiden“ in Heidelberg, wohin er fuhr, um möglicherweise nach medizinischer Hilfe zu suchen.
Vor dem 1. Oktober 1896 war vorübergehend der Fotograf Paul Spalke (1858–1915) Geschäftsführer des fotografischen Ateliers.
Ab 1885 ist für einige wenige Jahre ein A.[nton] Brokesch im Adressbuch zu finden, der in Leipzig in der Körnerstraße wohnte und Fotograf als Beruf angab.

## Wirken
Georg Brokesch porträtierte zahlreiche Musiker, darunter Edvard Grieg, Adolph Brodsky und sein Streichquartett, Adolf Ruthardt u. v. a.

## Beteiligung an Ausstellungen
- Internationale Ausstellung künstlerischer Photographien in Wien 1891. Brokesch präsentierte dort das großformatiges Genrebild Die Bibelstunde.[10]

## Auszeichnungen
- Ehrenpreis anlässlich der Leipziger Kunstgewerbe-Ausstellung, (Eröffnung am 15. Mai 1879), (nicht verifiziert).[11]
- Dresden 1879 (nicht verifiziert).
- Ehrenpreis für vorzügliche Leistung in der Photographie, Deutscher Photographen Verein, 1880, Nürnberg? (nicht verifiziert).
- Hamburg 1881 (nicht verifiziert).
- Médailles d’argent (Silbermedaille) der Association Belge de Photographie anlässlich der 2me Exposition Internationale de Photographie, geöffnet ab 15. August 1883, im Palais des Beaux-Arts, in Brüssel.[12]
- Braunschweig 1886, anläßlich der XV. Wanderversammlung in Braunschweig, 1. Preis der Voigtländer-Stiftung.[13]
- Medal der Photographic Society of Great Britain, London, Ausstellung vom 4. Oktober bis 13. November 1886, Pall Mall East.[14][15]
- Goldene Medaille zweiter Classe auf der internationalen, photographischen Ausstellung in Florenz im Jahr 1887.[16]
- Ehrenpreis des »Clubs der Amateur-Photographen«, Wien, 1890,[17] (nicht verifiziert).

## Mitgliedschaft in fotografischen Vereinen
- Im Juni 1882 Aufnahme in der Photographischen Gesellschaft in Wien.[18]